# 左小娥
左小娥（？—？），犍为郡人，是东汉清河王刘庆的宠妾，生汉安帝刘祜。小娥是表字。

## 生平
左小娥的伯父左圣因妖言伏诛，家属收没于官，左小娥因此和姊姊左大娥被充入宮中。兩姊妹长大后，并有才色。左小娥善史书，喜欢辞赋。刘庆的弟弟汉和帝將諸多宫人赐给诸王，左小娥因此進入清河王府。刘庆聽聞左小娥的美丽，因此開始寵幸她，一時間姬妾們無人能比。
公元94年，左小娥生下刘祜，是为汉安帝。左氏姊妹去世後，同葬京师。劉祜即位後，追尊父親刘庆為孝德皇，母亲左小娥为孝德皇后，祖母宋贵人为敬隐皇后，尊封嫡母耿姬为甘陵大貴人。左小娥的同父異母弟左次、左達生在清河國任郎中。